# هشت أباد (ياتري)
هشت أباد (بالفارسية: هشت‌آباد) هي منطقة سكنية تقع في إيران في قسم یاتري الريفي. يقدر عدد سكانها بـ 519 نسمة بحسب إحصاء 2016.